# Hans Werner Henze
Hans Werner Henze (Gütersloh, Westfàlia, 1 de juliol de 1926 - Dresden, 27 d'octubre de 2012) fou un compositor alemany de música clàssica del segle XX que va destacar per les seves òperes, ballets i simfonies.
Henze era ben conegut per les seues conviccions polítiques d'esquerra. L'any 1953 va deixar Alemanya i es va instal·lar a Itàlia a causa de la intolerància del seu país envers la seua homosexualitat i el marxisme. Membre del Partit Comunista Italià, va dedicar obres a Ho Chi Minh i al Che Guevara, i va passar un temps com a professor a Cuba, però finalment es va desil·lusionar amb Castro.
La seva música és extremadament variada pel que fa a l'estil, gaudint de diverses influències; serialisme, atonalitat, música àrab, jazz, i les tradicions musicals alemanya i italiana.

## Vida i obra

### Primers anys
Fill d'un mestre i excombatent de la Primera Guerra Mundial que abraçà el nazisme i morí al front durant la Segona Guerra Mundial, Henze va ser el més gran de sis germans d'una família luterana. Va mostrar des de ben menut interès en l'art i en la música. Això, unit a les seves idees polítiques van provocar el conflicte amb el seu conservador pare. Va començar els estudis musicals a l'Escola Estatal de Música de Braunschweig, l'any 1942, però hi va haver d'abandonar ben aviat en ser reclutat per l'armada l'any 1944, en els últims moments de la Segona Guerra Mundial. Molt aviat va ser capturat i internat en un camp de presoners de guerra britànic fins a la fi d'aquesta, fet que li va facilitar prosseguir la seva carrera musical. L'any 1945 va esdevenir acompanyant del Teatre de la Ciutat de Bielefeld, i el 1946 va poder recomençar els estudis a la Universitat de Heidelberg amb Wolfgang Fortner.
En els seus primers treballs va utilitzar la tècnica dodecafònica, per exemple en la Simfonia núm. 1 i el Concert per a violí núm. 1, ambdues obres de 1947. L'any 1948 va ser nomenat assistent musical del Deutscher Theater de Constança, on va estrenar la primera òpera: Das Wundertheater, basada en una obra de Cervantes.
El 1950 va esdevenir director artístic del ballet del Teatre Estatal de Wiesbaden, on va compondre dues òperes per a la ràdio, el primer concert per a piano i la primera òpera d'èxit; la jazzística Boulevard Solitude. Aquesta darrera òpera és una adaptació actual de la història de Manon Lescaut. També va formar part de la cèlebre Nova Escola d'Estiu de Música de Darmstadt, una institució clau en la divulgació de les tècniques d'avantguarda.

### Trasllat a Itàlia
L'any 1953 va deixar Alemanya en desacord amb l'homofòbia que regnava al país i el clima polític en general, i va traslladar-se a Itàlia, on ha viscut la major part de la seua vida. Els inicis van ser durs a causa de les estrenes discutides de l'òpera König Hirsch,basada en una obra de Carlo Gozzi, i del ballet Maratona, amb llibret de Luchino Visconti. Afortunadament va iniciar una fructífera i duradora col·laboració amb la poeta Ingeborg Bachmann. Amb aquesta com a llibretista va compondre les òperes Der Prinz von Homburg (1958) basada en una obra de Heinrich von Kleist i Der junge Lord (1964) basada en una obra de Wilhelm Hauff així com Serenades and Arias (1957) i la Choral Fantasy (1964).
Des de l'any 1962 fins a l'any 1967, Henze va impartir classes magistrals en composició al Mozarteum de Salzburg, i el 1967 va ser nomenat professor visitant del Dartmouth College, a Nou Hampshire. Un dels seus majors èxits el va aconseguir amb l'òpera Die Bassariden (Les bacants), estrenada al Festival de Salzburg.
En els anys següents va intensificar el seu compromís polític, el que també va influir en la seua música. Per exemple, l'estrena del seu oratori Das Floss der Medusa a Hamburg va ser cancel·lat quan els seus col·laboradors de Berlín Oest van negar-se a interpretar-lo davall d'un retrat del Che Guevara i una bandera revolucionària, que el llibretista havia col·locat a l'escenari. La seua ideologia política també va influir la Simfonia núm. 6 (1969), el Concert per a violí núm. 2 (1971) i la peça per a locutor i orquestra de cambra El Cimarrón, basada en un llibre de l'escriptor cubà Miguel Barnet, que tracta sobre la fugida d'uns esclaus negres durant el període colonial a Cuba.

### Un compositor reconegut
La seua crítica política va atènyer el seu punt culminant l'any 1976 amb l'estrena de l'òpera We Come to the River (Apleguem al riu).
L'any 1976, Henze va fundar el Cantiere Internazionale d'Arte a Montepulciano, per a la promoció de la nova música. Ací va estrenar la seua òpera per a xiquets Pollicino l'any 1980. Des de 1980 fins al 1991 va fer-se càrrec d'una plaça de professor de composició a l'Escola de Música de Colònia. L'any 1981 va fundar els Mürztal Workshops a l'Estat austríac d'Estíria. En aquest mateix Estat va fundar el Festival Musical Jovenil Deutschlandsberg l'any 1984. Finalment, el 1988, va fundar la Biennal de Múnic, un festival internacional per a la nova música i el nou teatre, del qual va ser director artístic.
Les seues òperes esdevingueren més i més convencionals. Per exemple The English Cat, de 1983 i Das verratene Meer (1990) basada en la novel·la Gogo no Eiko de l'escriptor japonès Yukio Mishima.
Les seues darreres obres, tot i resultar menys controvertides, continuen mostrant el compromís polític i social de Henze. El Requiem (1990) comprèn nou concerts espirituals per a piano, trompeta i orquestra de cambra. Va ser compost en memòria del músic Michael Vyner, mort jove. La Simfonia núm. 9 per a cor mixt i orquestra (1997), que inclou textos de la novel·la The Seventh Cross d'Anna Seghers, relacionats amb els episodis més foscos del passat d'Alemanya, que el mateix Henze va poder viure en les seues infantesa i adolescència. El 2003 va obtenir un gran èxit amb l'òpera L'Upupa und der Triumph der Sohnesliebe estrenada al Festival de Salzburg i inspirada en un conte fantàstic sirià.
El 1995 Henze va rebre el Premi Musical de Westfàlia, que porta el seu nom des de l'any 2001.
L'any 2000 li és concedit el premi Praemium Imperiale, una distinció que reconeix els mèrits d'artistes en diferents camps, com la pintura, música, escultura, cinema i arquitectura. El premi va ser creat en 1989 per la «Japan Art Association». Aquesta distinció es lliura en una cerimònia al Meiji Memorial Hall de Tòquio que té lloc en el mes d'octubre. La seva quantia econòmica és de 125.000 dòlars.
El 7 de novembre de 2004 va rebre un doctorat honorífic en "ciències musicals" pel Conservatori de Música i Art Dràmatic de Múnic.

## Estil
La música de Henze és eclèctica, incorporant neoclassicisme, jazz, la tècnica dodecafònica, serialisme, i de vegades rock i música popular. Com a deixeble del compositor alemany Wolfgang Fortner, el seu Concert per a violí de 1947 mostra que Henze podia compondre música dodecafònica d'excel·lent factura. Tanmateix, posteriorment va reaccionar contra l'atonalisme i la seua òpera Bouvelard Solitude inclou elements de jazz i de música popular parisenca. A partir del seu trasllat a Itàlia l'any 1953, la seua música va girar cap a un estil més "napolità"; l'òpera König Hirsch gaudeix de brillants i riques textures, igual que l'opulent ballet Ondine, escrit per al coreògraf anglès Frederick Ashton' l'any 1957. Henze va desenvolupar una gran mestria per a la música de ballet, arran del seu primerenc treball com a director artístic del ballet del Teatre Estatal de Wiesbaden State Theatre. Ondine és d'aparença clàssica, però conté influències del jazz, tot i que Mendelssohn i Weber van ser importants influències en aquest treball. També l'Stravinski, de Le Sacre du Printemps és ben palès. Les textures de la cantata Kammermusik són més aspres, i posteriorment Henze va retornar a l'atonalisme amb Antifone, i encara més tard altres dels estils esmentats anteriorment van esdevenir molt importants en la seua carrera. Els factors polítics també han tingut a veure en la conformació de l'estil de Henze en molts moments de la seua carrera.